# Clubiona kropfi
Clubiona kropfi là một loài nhện trong họ Clubionidae.
Loài này thuộc chi Clubiona. Clubiona kropfi được miêu tả năm 2003 bởi Zhang, Zhu & Da-xiang Song.